# Михаил Скобељев
Михаил Дмитријевич Скобељев (рус. Михаи́л Дми́триевич Ско́белев; 17/29. септембар 1843 — 25. јун/7. јул 1882) био је руски војсковођа и стратег, генерал-ађутант (1878) и генерал пјешадије (1881).
Познат је по свом учешћу у руском освајању средње Азије и хероизму током Руско-турског рата од 1877. до 1878. године. Обучен у бијелу униформу, јашући бијелог коња, налазећи се увијек у највећој гужви, постао је познат и омиљен међу војницима као „Бијели генерал” (рус. Белый генерал, тур. Ak-paşa). Током похода у Хиви, његови туркменски противници су га звали „Крваве очи” (туркм. goz zanli). Британски фелдмаршал Бернард Монтгомери оценио је Скобелева као „најспособнијег појединачног команданта“ на свету између 1870. и 1914. и писао о његовом „вештом и инспиративном“ вођству. Френсис Винтон Грин је такође високо оценио Скобељева.

## Биографија
Скобељев је рођен у Санкт Петербургу 29. септембра 1843. Мајка му је била руски филантроп Олга Скобељева, а отац руски генерал Дмитриј Иванович Скобељев. Након што је завршио Генералштабну академију као штабни официр, 1868. је послат у Туркестан и, са изузетком размака од две године, током којих је био у штабу великог кнеза Михаила на Кавказу, остао је у Централној Азија до 1877.
Током хиванског похода 1873. командовао је напредном гардом колоне генерала Ломакина из залива Киндерли, у Каспијском мору, да се придружи генералу Веревкину, из Оренбурга, у експедицији на Хивски канат и, после великих страдања на пустињски марш, узео је истакнуто учешће у заузимању хиванске престонице. Касније, обучен као Турком, он је неустрашиво истраживао на напријатељској територији: пут од Хиве до Игдија код реке Окс. Године 1875. добио је важну команду у експедицији против Кокандског каната под генералом Константином Петровичем фон Кауфманом, показујући велику способност у акцији Макрама, где је надмашио знатно надмоћније снаге и заробио 58 топова, и то у војнички изузетно изведеном ноћом нападу приликом повлачења из Андијана, када је разбио велику силу непријатељске војске са малим бројем коњаника.
Унапређен је у чин генерал-мајора, одликован Орденом Светог Ђорђа и именован за првог гувернера Ферганске области. У Турском рату 1877. године заузео је мост преко Сирет код Барбошија (данас насеље Галац, где се Сирет улива у Дунав) у априлу;  током јуна је са 8. корпусом прешли Дунав. Скобељев је командовао Кавкаском козачком бригадом у нападу на Зелена брда у другој бици код Плевена. Пешадијска дивизија под командом Скобељева напала је редут Гривица на северу. Шакофски је успео да заузме два редута, али су до краја дана османске снаге успеле да одбију све нападе и поврате изгубљено тло. Руски губици износили су 7.300, а османлијски 2.000.
У освајању Ловеча 3. септембра, генерал се поново истакао у очајничким борбама на Зеленим брдима током треће битке код Плевена у којој је Скобељев заузео два јужна редута. Румунска 4. дивизија коју је предводио генерал Џорџ Ману заузела је редут Гривица после четири крвава напада, уз личну асистенциј принца Керола. Следећег дана Турци су поново заузели јужне редуте, али нису могли да истисну Румуне, који су одбили три контранапада. Од почетка септембра, руски губици су износили око 20.000, док су Османлије изгубиле 5.000.
Скобељев је унапређен у чин генерал-потпуковника и добио је команду над 16. дивизијом, учествовао је са својом војском у инвестицији Плевена, као и у борби 9. децембра, када се Осман-паша предао. Јануара 1878. прешао је Балкан у јакој снежној олуји поразивши Турке код Шејнова, код Шипке, заробивши 36.000 људи и 90 топова.
Скобељев се вратио у Туркестан након рата. Током 1880. и 1881. се додатно истакао у завођењу реда након значајних проблема и губитака које су нанели текијски Туркомани: након јуришне опсаде Геоктепеа, генерал Скобељев је заузео утврђење. Око 8.000 туркменских војника и цивила, укључујући жене и децу, масакрирано је заједно са додатних 6.500 људи који су умрли у тврђави. Руски масакр је обухватио све туркменске мушкарце у тврђави који нису побегли, али су поштедели око 5.000 жена и деце и ослободили 600 робова. Пораз код Геок Тепеа и следећи покољ сломили су отпор Туркмена и решили судбину Транскаспије, која је припојена Руском царству. Велики покољ се показао превише за лидера супарничке војске и свео је земљу Ахал-Текке на потчињеност. Скобељев је смењен са команде због масакра. Напредовао је на Ашкабад и Калат и-Надири када је дезавуисан и позван у Москву. Добио је прекоманду у Минск. Званични разлог његовог преласка у Европу био је смиривање европског јавног мњења због покоља у Геок Тепеу. Неки су сугерисали да је патио од илузија величине и да је показивао знаке политичке амбиције.
Последњих година свог живота, Скобељев се активно бавио политиком, подржавајући идеје руског национализма и милитантног панславизма. Такође је заслужан као један од првих промотера концепта „Русија за Русе“. Почетком 1882. држао је говоре у Паризу и у Москви, предвиђајући дубоку заваду између Словена и Германа. Одмах је позван у Санкт Петербург. Одсео је у хотелу Дуссеаук у Москви и на путу до свог имања на селу када је изненада преминуо од срчаног удара 7. јула 1882. У Русији је био веома популаран човек у време своје смрти, и није изненађујуће што је његова смрт изазвала сумњу код многих од чега је преминуо јер је био релативно млад (38) и снажан човек. Рана смрт Скобељева лишила је Русију великог војсковође. Ово је постало посебно евидентно током руско-јапанског рата 1904-05. Руски генерали који су командовали у том рату били су из генерације Скобељева, али нико од њих није имао његов војни геније или харизму.

## Одликовања
Додељен му је Орден Таковског крста.
- Орден Светог Станислава 1. класе са мачевима
- Орден Свете Ане . 1. и 4. класе
- Орден Светог Георгија 2., 3. и 4. степена
- Орден Светог Владимира 3. степена са мачевима
- Златни мач за храброст
- Златни мач за храброст са дијамантима
- Орден црвеног  орла (Пруска)
- Војничке медаље Србије, Црне Горе и Румуније